# Dorylomorpha tridentata
Dorylomorpha tridentata är en tvåvingeart som beskrevs av Hardy 1943. Dorylomorpha tridentata ingår i släktet Dorylomorpha och familjen ögonflugor.
Artens utbredningsområde är Alaska. Inga underarter finns listade i Catalogue of Life.